# Trentepohlia delectabilis
Trentepohlia delectabilis är en tvåvingeart som beskrevs av Alexander 1941. Trentepohlia delectabilis ingår i släktet Trentepohlia och familjen småharkrankar. Inga underarter finns listade i Catalogue of Life.